# Châtel-sur-Montsalvens
Pour les articles homonymes, voir Chatel.
Châtel-sur-Montsalvens ( en patois fribourgeois) est une localité et une commune suisse du canton de Fribourg, située dans le district de la Gruyère, sur le lac de Montsalvens.

## Géographie
Châtel-sur-Montsalvens mesure 204 ha. 8,0 % de cette superficie correspond à des surfaces d'habitat ou d'infrastructure, 47,0 % à des surfaces agricoles, 42,5 % à des surfaces boisées et 2,5 % à des surfaces improductives.
Châtel-sur-Montsalvens est limitrophe de Botterens, Broc (où se trouve le château de Montsalvens), Crésuz et Val-de-Charmey.

## Toponymie
La première mention du village remonte à 1388 avec la forme Chastel propre Montservens, avec comme forme allemande Kastels ob Montsalvens.
Châtel-sur-Montsalvens est un toponyme semblant dérivé du latin castella (pluriel de castellum) désignant un château.

## Population et société

### Surnoms
Les habitants de la commune sont surnommés les Chats ou lé Bourata-Tsa, soit ceux qui battent les chats en patois fribourgeois.

### Démographie

#### Évolution de la population
Châtel-sur-Montsalvens compte 348 habitants au 31 décembre 2022 pour une densité de population de 171 hab/km2. Sur la période 2010-2019, sa population a augmenté de 19,9 % (canton : 15,5 % ; Suisse : 9,4 %).  

#### Pyramide des âges
En 2020, le taux de personnes de moins de 30 ans s'élève à 30,6 %, au-dessous de la valeur cantonale (35,2 %). Le taux de personnes de plus de 60 ans est quant à lui de 19,7 %, alors qu'il est de 22 % au niveau cantonal.
La même année, la commune compte 164 hommes pour 153 femmes, soit un taux de 51,7 % d'hommes, supérieur à celui du canton (50,1 %).
| Hommes | Classe d’âge | Femmes |
| ------ | ------------ | ------ |
| 0,6    | 90 ans ou +  | 0,0    |
| 4,9    | 75 à 89 ans  | 4,6    |
| 11,0   | 60 à 74 ans  | 18,3   |
| 23,8   | 45 à 59 ans  | 22,9   |
| 28,7   | 30 à 44 ans  | 24,2   |
| 16,5   | 15 à 29 ans  | 13,7   |
| 14,6   | - de 14 ans  | 16,3   |

| Hommes | Classe d’âge | Femmes |
| ------ | ------------ | ------ |
| 0,4    | 90 ans ou +  | 1,0    |
| 5,9    | 75 à 89 ans  | 7,4    |
| 14,5   | 60 à 74 ans  | 14,8   |
| 22,2   | 45 à 59 ans  | 21,9   |
| 21,0   | 30 à 44 ans  | 20,6   |
| 19,1   | 15 à 29 ans  | 18,3   |
| 17,0   | - de 14 ans  | 16,0   |

## Héraldique
| Blason | Blasonnement : « De gueules à la grue essorante d'argent, marchant sur un mur crénelé, en pointe, et accompagnée en chef à dextre d'une étoile d'or. » Commentaires : La grue et l'étoile sont reprises de la bannière de Montsalvens. Le mur crénelé rappelle que les habitants du village avaient le droit de se réfugier dans la première enceinte du château de Montsalvens au Moyen Âge. |